# Krishna Nagar (bádminton)
Krishna Nagar (12 de enero de 1999) es un deportista indio que compite en bádminton adaptado. Ganó una medalla de oro en los Juegos Paralímpicos de Tokio 2020 en la prueba individual (clase SH6).

## Palmarés internacional
| Juegos Paralímpicos | Juegos Paralímpicos | Juegos Paralímpicos | Juegos Paralímpicos |
| Año                 | Lugar               | Medalla             | Prueba              |
| ------------------- | ------------------- | ------------------- | ------------------- |
| 2020                | Tokio (Japón)       | Medalla de oro      | Individual SH6      |